# Velký finále PSO
Velký finále PSO je časosběrný filmový dokument scenáristy a režiséra Dominika Kalivody z léta 2024, po tři roky zachycující mladé amatérské hudební těleso jménem Police Symphony Orchestra. Snímek premiérovali v srpnu 2024 na MFF pro děti a mládež ve Zlíně, kde obdržel Cenu prezidenta festivalu za „autentické ztvárnění inspirativního příběhu mladých lidí.“

## Recenze
- Věra Míšková, Právo / Novinky.cz  90 %[2]
- Tereza Pulgretová, Netflixer[3]

### Externí
- Velký finále PSO v Česko-Slovenské filmové databázi
- Velký finále PSO na Kinoboxu
- Velký finále PSO v Internet Movie Database (anglicky)
- odkaz na webu ČT
- upoutávka ve vysokém rozlišení